# Max Schnabel
Max Schnabel (* 23. Juni 1903 in Königstein; † 21. Oktober 1986 in Leipzig) war ein deutscher Architekt, Maler und Grafiker.

## Leben und Werk

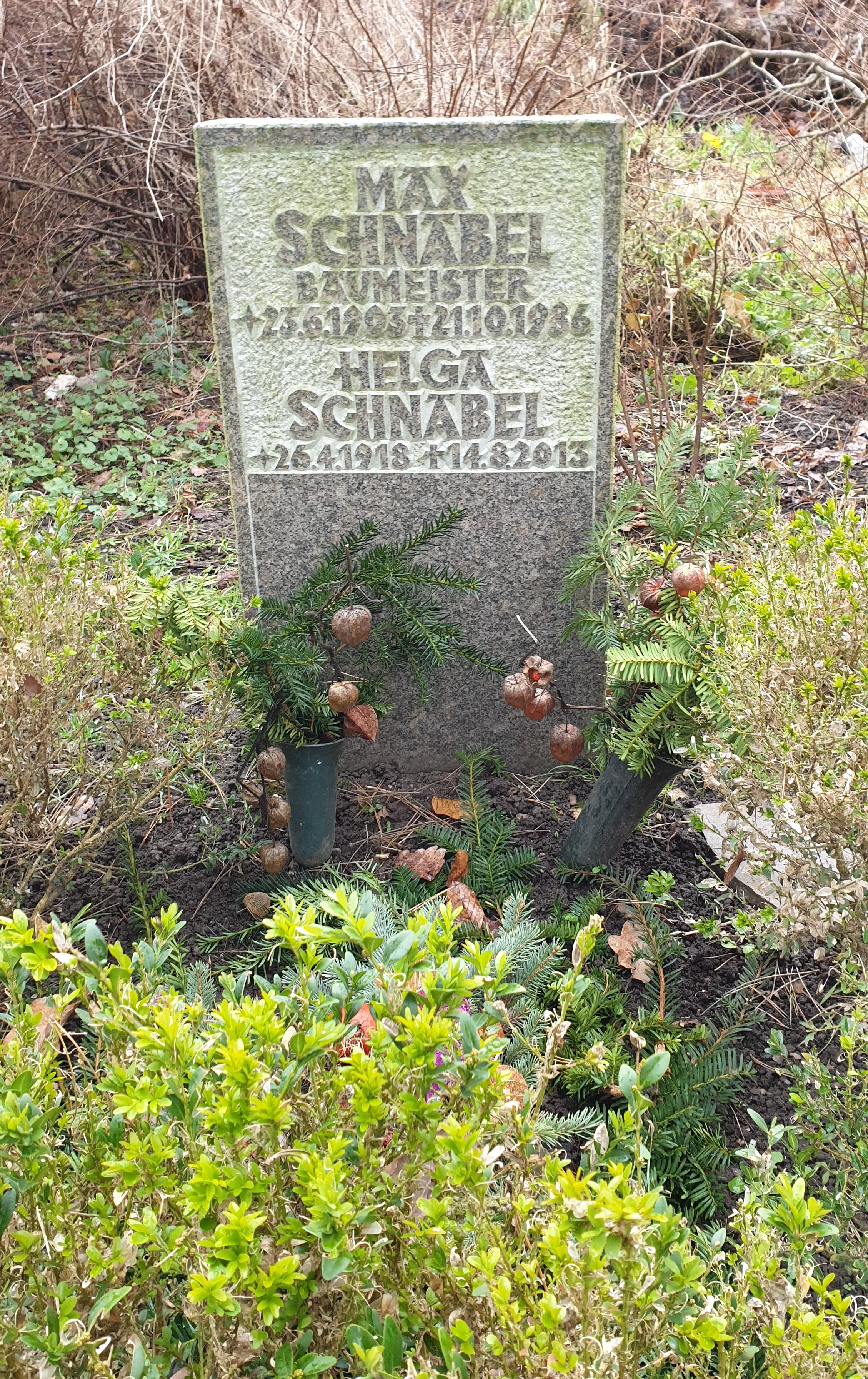
Grabstätte Max Schnabel

Schnabel studierte an der Leipziger Bauschule und der Technischen Hochschule Dresden sowie später bei Alois Kolb an der Staatlichen Akademie für graphische Künste und Buchgewerbe in Leipzig. Ab 1931 arbeitete er als freischaffender Architekt in Leipzig. Das Adressbuch verzeichnet ihn 1943 mit der Wohnadresse Briestraße (seit 1950 Etkar-André-Straße) 35 und dem Büro in der Markgrafenstraße 4. Das Gebäude fiel den Luftangriffen auf Leipzig zum Opfer.
Daneben betätigte er sich autodidaktisch als Maler. Sein umfangreiches zeichnerisches und druckgrafisches Werk zeigt vor allem Stadtlandschaften und Landschaften aus Leipzig und dem Leipziger Umland.
Schnabel war u. a. Mitglied der  SA sowie des Sächsischen Kunstvereins und der Reichskammer der Bildenden Künste.
Nach der Teilnahme am Zweiten Weltkrieg und Kriegsgefangenschaft war Schnabel mit konzeptionellen Beiträgen maßgeblich am Wiederaufbau von Leipzig, Dresden und Magdeburg beteiligt und betätigte er sich wieder intensiv als Maler und Grafiker. Ab 1950 verschlechterte sich die berufliche Situation freischaffender Architekten in der DDR rapide, und Schnabel geriet in existenzielle Nöte. In einem Brief an Lothar Bolz schrieb er am 15. März 1951: „Wenn man … wiederholt bewiesen hat, dass man als Architekt und Städtebauer etwas zu sagen hat und nun zusehen muss, das richtet, abgesehen, dass man 6 Menschen zu ernähren hat, seelisch zu Grunde.“ Und da ihm angeraten worden war, in einem staatlichen Architekturbüro zu arbeiten: „Meine Selbständigkeit als freischaffender Architekt nach 20 makellosen Berufsjahren liquidieren? Nein! … ich verstehe es Tag und Nacht ohne Unterbrechung zu arbeiten, aber an Stunden halten und dergl., das geht nicht.“
Bilder Schnabels befinden sich u. a. in Museen und öffentlichen Sammlungen, ein Konvolut von persönlichen Dokumenten und Fotos im Germanischen Nationalmuseum in Nürnberg.
Max Schnabel wurde auf dem Leipziger Südfriedhof beerdigt.

## Werke (Auswahl)

### Tafelbilder
- Landschaft bei Leipzig im Vorfrühling (1951, Öl)[3]
- Schneelandschaft (1963, Öl)[4]
- Burgberg Meißen (1965, Öl, 72 × 90 cm; Stadtmuseum Meißen, Inv. 3/77)[5]

### Zeichenkunst und Druckgrafik
- Verwundete Straße / Leipzig (1947, Federzeichnung)[1]
- Marktplatz Weißenfels (1967, Lithografie)[6]
- Motive aus Leipzig (1967, 6 Farblithografien, erschienen als Mappenwerk mit einer Auflage von 200 Exemplaren)

## Ausstellungen (unvollständig)

### Einzelausstellungen
- 1948 Leipzig, Museum der bildenden Künste (mit Bruno Eyermann)
- 1958 Leipzig, Museum der bildenden Künste (mit Bruno Eyermann)[7]

### Teilnahme an Ausstellungen in der Zeit des Nationalsozialismus
- 1942: Dresden, Brühlsche Terrasse („Kunstausstellung der SA“)[8]
- 1942 und 1943: Leipzig, Museum der bildenden Künste („Große Leipziger Kunstausstellung“)
- 1943: Dresden, Brühlsche Terrasse („Kunstausstellung Gau Sachsen“)